# Olympische Winterspiele 1984/Teilnehmer (Liechtenstein)
| Gelbes Symbol für Goldmedaillen mit stilisierten Olympischen Ringen | Graues Symbol für Silbermedaillen mit stilisierten Olympischen Ringen | Braundes Symbol für Bronzemedaillen mit stilisierten Olympischen Ringen |
| ------------------------------------------------------------------- | --------------------------------------------------------------------- | ----------------------------------------------------------------------- |
| —                                                                   | —                                                                     | 2                                                                       |

Liechtenstein nahm an den Olympischen Winterspielen 1984 in Sarajevo mit sieben männlichen und drei weiblichen Athleten teil. 
Fahnenträger war der alpine Schifahrer Günther Marxer.

## Medaillen
3. Platz  Bronzemedaille
- Ursula Konzett: Ski Alpin, Frauen, Slalom
- Andreas Wenzel: Ski Alpin, Herren, Riesenslalom

## Teilnehmer

### Rodeln
- Wolfgang Schädler
Einsitzer Männer: 11. Platz

### Ski Alpin
- Paul Frommelt
Slalom, Männer: Ausgeschieden

- Hubert Hilti
Abfahrt, Männer: 36. Platz
Riesenslalom, Männer: Ausgeschieden

- Jolanda Kindle
Abfahrt, Frauen: 25. Platz
Riesenslalom, Frauen: Ausgeschieden
Slalom, Frauen: 17. Platz

- Günther Marxer
Abfahrt, Männer: 13. Platz
Riesenslalom, Männer: 23. Platz
Slalom, Männer: Ausgeschieden

- Mario Konzett
Riesenslalom, Männer: Ausgeschieden
Slalom, Männer: Ausgeschieden

- Ursula Konzett
Riesenslalom, Frauen: Ausgeschieden
Slalom, Frauen: 3. Platz

- Andreas Wenzel
Riesenslalom, Männer: 3. Platz 
Slalom, Männer: Ausgeschieden

- Petra Wenzel
Riesenslalom, Frauen: 19. Platz
Slalom, Frauen: Ausgeschieden

### Ski Nordisch
- Konstantin Ritter
15 km Langlauf, Herren: 42. Platz